# Salon des technologies de production
Le Salon des technologies de production est un événement bisannuel organisé à Paris et Lyon par GL Events depuis [Quand ?].

## Industrie Paris
Créé en 2000, le salon Industrie Paris a été organisé du 26 au 30 mars 2012 ; il a réuni environ 1 200 exposants, accueilli 30 000 visiteurs sur 70 000 m2 et présenté près de 120 innovations.